# Marcin Gładysz
Marcin Gładysz (ur. w 1991 roku) – piłkarz ręczny, wychowanek klubu Azoty-Puławy. Gra na pozycji bramkarza.
Wraz z zespołem juniorów trzykrotnie zdobył brązowy medal Mistrzostw Polski. Wystąpił także na Szkolnych Mistrzostwach Świata zorganizowanych w 2008 roku w Danii. 27 września 2009 zadebiutował w młodzieżowej reprezentacji Polski w meczu z Rumunią.
Obecnie jest na wypożyczeniu w AZS Politechnice Radomskiej.